# Africodytes maximus
Africodytes maximus là một loài bọ cánh cứng trong họ Bọ nước. Loài này được Biström miêu tả khoa học năm 1995.